# 勒塞居尔
勒塞居尔（法語：Le Ségur，法語發音：[lə seɡyʁ]）是法国奥克西塔尼大区塔恩省的一个市镇，属于阿尔比区。

## 地理
勒塞居尔（44°6'29"N, 2°3'30"E）面积18.91 平方千米，位于法国奧克西塔尼大區塔恩省，该省份为法国南部内陆省份，北起顺时针与阿韦龙省、埃罗省、奥德省、上加龙省和塔恩-加龙省接壤。
与勒塞居尔接壤的市镇（或旧市镇、城区）包括：拉帕鲁基亚勒、莫内斯蒂耶、蒙蒂拉、圣克里斯托夫、圣马塞尔-康普、萨勒。

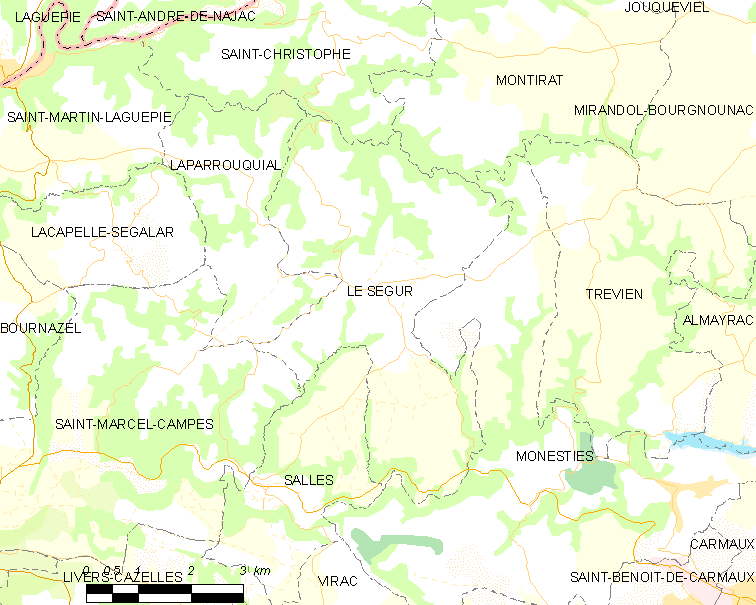
勒塞居尔的OSM定位图

勒塞居尔的时区为UTC+01:00、UTC+02:00（夏令时）。

## 行政
勒塞居尔的邮政编码为81640，INSEE市镇编码为81280。

## 政治
勒塞居尔所属的省级选区为卡尔莫第二县。

## 人口

1962-2008年间勒塞居尔人口变化图示

勒塞居尔于2022年1月1日时的人口数量为261人。